# Nógrádi Zoltán
Nógrádi Zoltán (Szeged, 1969. augusztus 5. –) magyar agrármérnök, közgazdász, politikus, 1994 óta Mórahalom polgármestere, 2002 és 2014 között országgyűlési képviselő is volt a Fidesz színeiben.

## Élete
1987-ben érettségizett a kalocsai mezőgazdasági szakközépiskolában, majd 1993-ban a Gödöllői Agrártudományi Egyetemen agrármérnöki diplomát, 1994-ben pedig mérnöktanári oklevelet szerzett. 1993-ban emellett külkereskedői, 1996-ban pedig közgazdász szakmérnöki végzettséget is szerzett. 1993-ban Mórahalom önkormányzatánál mezőgazdasági referens, osztályvezető, majd falugazdász lett.
1994-ben, 25 évesen választották először Mórahalom polgármesterévé független jelöltként. Az 1998-as, a 2002-es, a 2006-os, a 2010-es, a 2014-es és a 2019-es önkormányzati választáson is újraválasztották, 2002 óta a Fidesz színeiben vezeti a várost. 1998-tól 2000-ig a Dél-alföldi Regionális Fejlesztési Tanács elnöke, 1998 és 2006 között pedig a Csongrád megyei közgyűlés tagja is volt.
1997-ben lépett be a Fideszbe, a pártnak 1998-tól megyei alelnöke, 2003 és 2005 között pedig megyei elnöke volt. A 2002-es országgyűlési választáson a Fidesz Csongrád megyei területi listájáról jutott a parlamentbe, majd 2006-ban a párt országos listájáról, 2010-ben pedig Csongrád megye 2. számú választókerületének képviselőjeként szerzett mandátumot. Az Országgyűlésben a területfejlesztési bizottságnak és az európai ügyek bizottságának volt tagja.
Nős, felesége Kószó Aranka gyógyszerész, két gyermekük született.